# Sonora semiannulata
Sonora semiannulata — вид змій родини полозових (Colubridae). Мешкає в США і Мексиці.

## Поширення і екологія
Sonora semiannulata мешкають в Айдахо, Орегоні, Каліфорнії, Юті, Неваді та Аризоні, на півдні Техасу та на заході Нью-Мексико, а також в мексиканських штатах Чіуауа і Сонора, і, можливо, на крайній півночі Баха-Каліфорнія. Вони живуть в пустелях і напівпустелях, на луках, в преріях, в сосново-ялівцевих і дубово-соснових лісах, на висоті до 1830 м над рівнем моря. Живляться павуками, скорпіонами, багатоніжками, цвіркунами і личинками комах. Відкладають яйця.